# André Miele
André Luiz Volpe Miele (* 12. April 1987 in Ribeirão Preto) ist ein ehemaliger brasilianischer Tennisspieler.

## Karriere
Miele spielte bis 2005 auf der ITF Junior Tour. In der Jugend-Rangliste erreichte er mit Rang 9 seine höchste Notierung. Bei Grand-Slam-Turnieren der Junioren schied er aber stets früh aus. 2003 wurde er zum besten Junioren Brasiliens gewählt.
Bei den Profis spielte Miele ab 2004, aber ab 2006 war er dort das erste Mal erfolgreich, als er auf der drittklassigen ITF Future Tour die ersten drei Titel im Doppel gewann. Das Jahr beendete er mit Rang 837 im Einzel und Platz 652 im Doppel erstmals in den Top 1000 der Weltrangliste. 2007 erreichte er neben zwei weiteren Doppel-Futures das erste Mal das Finale eines Challengers in Florianópolis. Erfolge im Einzel stellten sich spät ein, in diesem Jahr erreichte er in Cuenca erstmals das Viertelfinale eines Challenger sowie mehrere Future-Finale. In der Weltrangliste machte er einen Sprung nach vorne.
Das Jahr 2008 wurde das erfolgreichste für den Brasilianer. Im Einzel gewann er seinen ersten Future-Titel, dem er noch zwei weitere folgen ließ; im Doppel war er auch dreimal erfolgreich. Mehr ins Gewicht fielen allerdings die Turniere auf der Challenger-Ebene. In Bogotá konnte er im Einzel erstmals ein Halbfinale erreichen. Im Verlauf des Turniers hatte er die Nummer 123 der Welt Alejandro Falla geschlagen. Wenig später zog er in Belo Horizonte ins Viertelfinale ein, woraufhin er sein Karrierehoch von Rang 226 erklomm. Im Doppel erreichte er ein Halbfinale und wie im Vorjahr das Endspiel von Florianópolis. Höher als Rang 253 stand er im Einzel am Jahresende nicht mehr. Im Doppel war Miele 2009 erfolgreicher, als er den einzigen Challengertitel in Manta und sechs Futures gewann, was ihn bis auf Platz 179 führte.
In den folgenden Jahren verlor er sukzessive Plätze in der Rangliste und trat fortan nur noch bei Turnieren in Südamerika an. Im Doppel blieb er etwas konstanter, zog 2011 das letzte Mal in ein Challenger-Finale in Recife und konnte das Jahr auf Rang 200 beenden. 2014 fiel er jeweils aus den Top 500, 2018 aus den Top 1000 der Weltrangliste. Bis 2016 gewann er jedes Jahr Titel, seit 2017 ging er seltener bei Turnieren an den Start, das letzte Turnier spielte er Anfang 2022. In seiner Karriere gewann er 7 Einzel- und 33 Doppeltitel auf der Future Tour sowie einen Challenger-Titel.

## Erfolge
| Legende (Anzahl der Siege) |
| Grand Slam                 |
| ATP Finals                 |
| ATP Tour Masters 1000      |
| ATP Tour 500               |
| ATP Tour 250               |
| ATP Challenger Tour (1)    |

### Doppel

#### Turniersiege
| Nr. | Datum         | Turnier | Belag     | Partner         | Finalgegner                        | Ergebnis         |
| --- | ------------- | ------- | --------- | --------------- | ---------------------------------- | ---------------- |
| 1.  | 25. Juli 2009 | Manta   | Hartplatz | Ricardo Hocevar | Santiago González Horacio Zeballos | 6:1, 2:6, [10:7] |